# Alun
Cet article possède des paronymes, voir Alain, Alains et Halin.

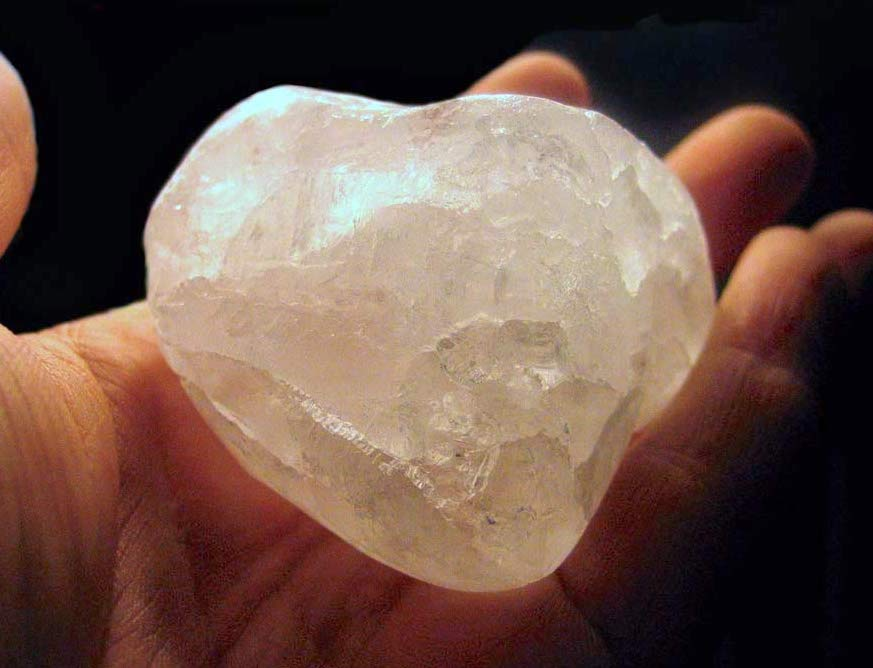
Cristal d'alun de potassium brut.

Un alun est un type de composé chimique, en général un sel double de sulfate d'aluminium hydraté, de formule générale  XAl(SO4)2·12H2O, où X est un cation monovalent tel que le potassium ou l'ammonium. En lui-même, le terme « alun » est souvent utilisé pour désigner l'alun de potassium, de formule KAl(SO4)2·12H2O. Les autres aluns sont désignés via le nom de leur cation monovalent, par exemple l'alun de sodium (en) ou l'alun d'ammonium (en).
Le nom « alun » est parfois aussi utilisé, de façon plus générale, pour les sels de même formule et structure, mais où l'aluminium est remplacé par un autre métal trivalent comme le chrome, ou également le soufre peut être remplacé par un autre chalcogène comme le sélénium. Le plus commun de ces analogues est l'alun de chrome (en) KCr(SO4)2·12H2O.
Dans l'industrie, le terme « alun » désigne le sulfate d'aluminium Al2(SO4)3·nH2O, utilisé dans la plupart des procédés de floculation.
En médecine, l'« alun » est utilisé depuis de nombreuses années comme adjuvant immunologique dans de nombreux vaccins. Il a progressivement été remplacé par d'autres formules aluminium (oxy-hydroxyde d'aluminium, hydroxy-phosphate d'aluminium et sulfate d'hydroxy-phosphate d'aluminium), si bien que son utilisation dans les vaccins tend à être plus anecdotique.

## Pierre d'alun

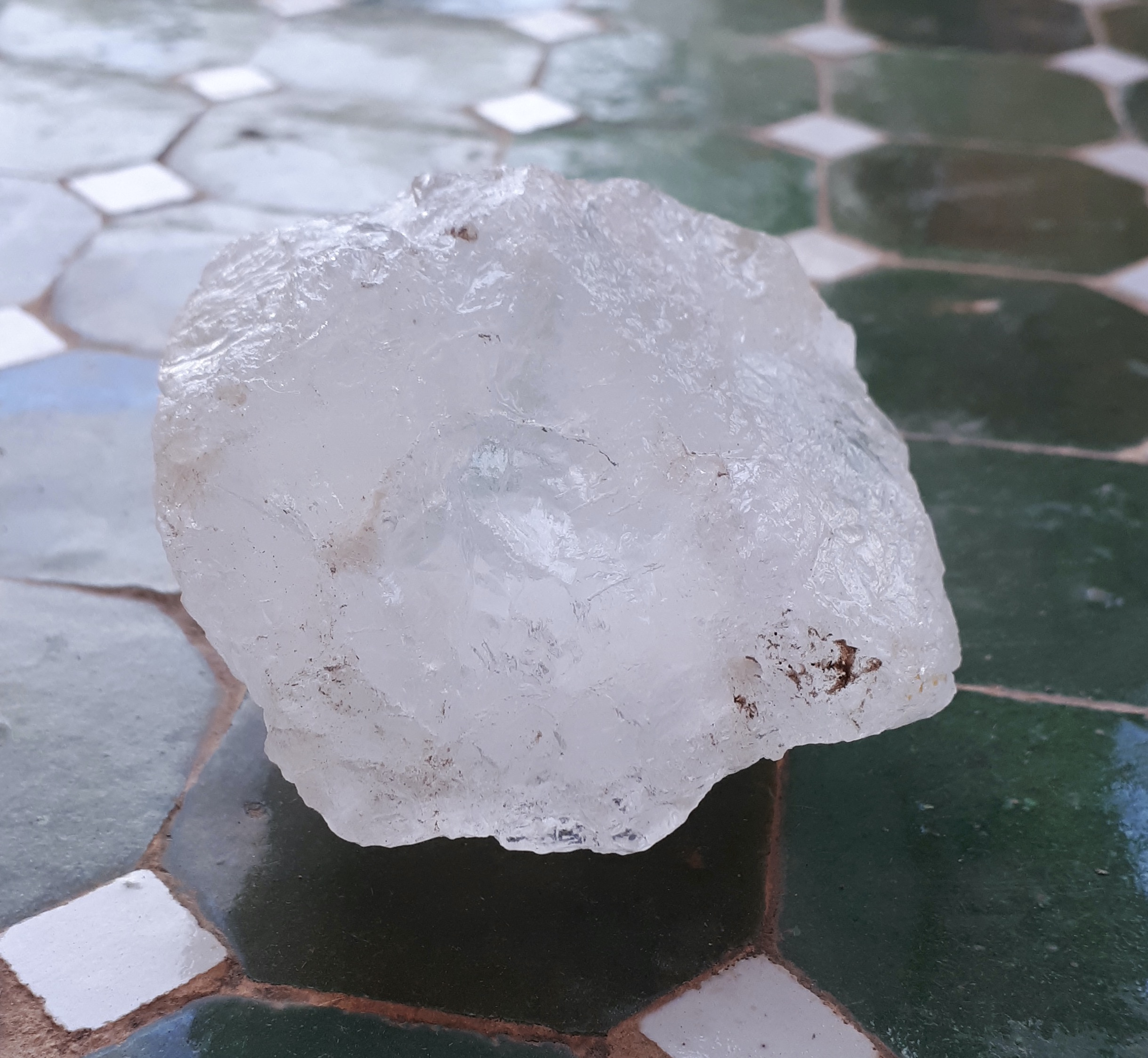
Pierre d'alun.

La pierre d'alun est un cristal translucide et blanc, d'apparence similaire à un glaçon et inodore. On la trouve sous forme brute, ou bien taillée et polie quand elle est utilisée comme déodorant ou après-rasage.
Pierre naturelle
La pierre est extraite de mines d'alunites (Syrie), ou d'affleurements de surface (Égypte, Bohême et Saxe), ou dans des zones volcaniques (autour de Naples, Grèce, Guadeloupe).
Pierre synthétique
Les pierres d'alun synthétiques ont une apparence identique aux naturelles. Elles sont fabriquées par l'industrie chimique à partir de sels d'ammonium. Le potassium de la pierre naturelle est alors remplacé par l'ammonium.

### Usages
Du Moyen Âge au XVIIIe siècle, et probablement dès l'Antiquité romaine, l'alun joua un rôle économique important en tant que mordant pour la teinture des textiles.
La pierre d'alun peut servir en usage corporel comme déodorant. Après humidification, elle est utilisée par frottement sur les aisselles propres. Son action bouche les glandes sudoripares et limite ainsi la transpiration. Durant la décennie 2010, la présence de sels d'aluminium dans la pierre d'alun a suscité la controverse, au regard de leur présence dans les déodorants industriels, qui est déjà critiquée. Il semble que la concentration en soit trop faible pour nuire à la santé.